# Ilona Spătaru
Ilona Spătaru (n. 6 aprilie 1972) este jurnalistă, autoare și moderatoare de emisiuni în cadrul postului național de televiziune, Moldova 1.
Este gazda emisiunii „ O demivorbă cu Ilona Spătaru”.
Din anul 1996 conduce departamente în cadrul instituțiilor media din Republica Moldova. În perioada 1996-1997 administrează Camera de Știri a postului de Radio „d'OR”, având în subordine 11 jurnaliști. În decembrie 1997 ia premiul mare al Centrului de Jurnalism Independent pentru cea mai eficientă echipă de știri.
În anul 1999 este în fruntea Departamentului Știri al postului de Radio „Nostalgie”. În același an este angajată și la Radio Europa Liberă (RFE-RL) în calitate de corespondent și editor. La RFE-RL ia mai multe premii de excelență în jurnalism.
Din anul 2003 și până în prezent este președinta primului Club al Jurnaliștilor ONU, asociație neformală care promovează valorile și obiectivele dezvoltării umane.
Din anul 2006 până în anul 2010 reprezintă Radio France Internationale în Republica Moldova în calitate de corespondent permanent.
Din octombrie 2009 și până în martie 2010 lucrează în calitate de Director Programe la „Publika TV”. Din ianuarie 2011 și până în ianuarie 2014 este Coordonatoare PR și Comunicare la Centrul de Guvernare Electronică. În prezent este director de programe la postul public de televiziune Moldova 2. 